# Melges 17
Melges 17 è una classe velica messa in commercio nel 2004 da Melges Performance Sailing. Il progetto, di Reichel/Pugh, è simile a quello del M-16.
Lo scafo ha una lunghezza di 5 m per un baglio massimo di 1,68 m. Dispone di una randa con un ampio allunamento, un fiocco avvolgibile e uno spinnaker asimmetrico.